# Johannes Gottsleben
Johannes Gottsleben (* um 1559/60 in Allendorf an der Werra; † 20. Februar 1612 in Krombach; mit Beinamen Gotslebius, auch Theobius genannt) war Magister, Professor und evangelischer Theologe im Zeitalter der Reformation.

## Stationen seines Lebens

### Jugend in Allendorf an der Werra (1559/60–1574)
Johannes Gottsleben stammt aus Allendorf an der Werra. Ob Verwandtschaftsbeziehungen zu dem 1512 in Allendorf genannten Bürger Claus Gotsleben bestehen, wissen wir nicht. Nur wenige Dokumente haben die Zeiten überdauert. Besonders verheerend für die geschichtliche Überlieferung sind die Folgen des Dreißigjährigen Krieges mit der Zerstörung vieler Archive und den darin aufbewahrten Quellen.
Zu der Zeit, als Landgraf Philipp der Großmütige durch Pachtverträge das Salzwerk übernahm und Johannes Rhenanus das Amt des Pfarrers und Salzgrafen in Sooden antrat, wurde Gottsleben um 1559/60 geboren und besuchte bis 1573/74 die 1250 gegründete Allendorfer Lateinschule.

### Studium in Marburg (1574–1579) und Jena (1586)
Als Fünfzehnjähriger begann Gottsleben 1574 zusammen mit seinen Landsleuten Johannes Iringius, Hieronymus Faber, Johannes Lossius, Henrich Riem, Matthias Turmann, Liborius Thomas und Israel Engelhard ein Theologiestudium an der Universität Marburg, die Landgraf Philipp 1527 als erste protestantische Hochschule gegründet hatte. Die damals oft noch sehr jungen Schüler erhielten zunächst eine Basisausbildung in den Fächern Grammatik – dahinter verbarg sich Latein, die Wissenschaftssprache der Zeit, die Schüler auch untereinander sprachen –, Dialektik (Logik) und Rhetorik. Selbstverständlich gehörte dazu auch die Poesie mit praktischen Übungen in Dichtung.
Nach seinem Studium in Marburg, das er um 1579 mit dem Erwerb des akademischen Grades eines Magister artium abgeschlossen hatte, verliert sich Gottslebens Spur erst einmal. Ob Gottsleben wieder in seine Vaterstadt Allendorf zurückgekehrt ist, wissen wir nicht. Jedoch nennt er später in Herborn seine Herkunft „Magister Joannes Gotslebius Allendorfensis ad salinas Hassiacas“. Wir treffen Gottsleben 1586 in Jena wieder, wo er sich an der Universität unter ihrem damaligen Rektor Samuel Brothagen für das im Februar beginnende Sommersemester eingeschrieben hatte. In Jena wird er seine Studien wieder aufgenommen haben, um zum Doktor der Theologie zu promovieren und so eher eine akademische Lehrtätigkeit aufnehmen zu können. Oder er hatte – wie es Brauch war – als Hauslehrer und Mentor einen jungen adligen Herrn oder wohlhabenden Bürgersohn zum Studium nach Jena begleitet.

### Pädagogearch und Professor am Pädagogium und der Hohen Schule in Herborn (1587–Herbst 1594) und Siegen (Herbst 1594–1599/1600)
Die Erfahrungen seiner Marburger Studienjahre und als Lehrer wird Gottsleben später an seine Schüler weitergeben können. Wir finden ihn 1587 im nassauischen Herborn wieder, wohin er von Graf Johann VI. von Nassau-Dillenburg (1535–1606) auf eine der drei Professorenstellen für Philosophie an die Hohe Schule berufen wurde und als Pädagogearch zugleich in der ersten Klasse des neu eingerichteten Pädagogiums täglich mehrere Stunden unterrichtete.
Die Hohe Schule Herborn war im ausgehenden 16. Jahrhundert die einzige calvinistische Bildungsstätte in Deutschland und gehörte bald zu den wichtigsten in Europa. Als Gottsleben 1587 nach Herborn kam, sollte auf Empfehlung des Theologieprofessors und späteren Rektors der Hohen Schule Johannes Piscator der tüchtige Präzeptor der dritten Klasse, Henrich Crantz aus Beuren, in Herborn gehalten werden und mit der ersten Klasse auch das Amt des Pädagogearchen übernehmen. Doch Crantz entschied sich anders und ging 1588 als Rektor an die Lateinschule nach Korbach. So wurde Gottsleben – vielleicht durch Vermittlung seines gleichaltrigen Allendorfer Landsmannes und Herborner Kaplans Bernhard Textor (1560–1602), der mit dem einflussreichen Theologieprofessor Caspar Olevian (1536–1587) befreundet war – anstelle von Crantz Pädagogearch und Präzeptor der ersten Klasse.

### Heirat mit Anna Maria Hoen in Herborn (1589), Kinder, Verwandtschaft
Die Senatssitzungen der Hohen Schule, an denen Gottsleben als Pädagogearch und ordentlicher Professor regelmäßig teilnahm, wurden vom Schulnotar protokolliert. In Herborn hatte diese Funktion lange Jahre der Stadtschreiber und kaiserliche Notar Wilhelm Hoen inne. Über die Sitzungen des Senats entstand vermutlich die Bekanntschaft von Gottsleben und Wilhelm Hoen. Der ortsfremde Gottsleben war mit seinen stattlichen 28 Jahren noch Junggeselle und wohnte im Herborner Schloss, in dem die Klassen des Pädagogiums gehalten wurden und sich auch die Amtswohnung des Pädagogearchen befand. Mit einer Jahresbesoldung von 120 Gulden hatte er ein gutes Auskommen und konnte auf Brautschau gehen. Gewiss nahm er die Einladungen der angesehenen Beamtenfamilie Hoen zur Unterrichtung ihrer Kinder und zu privaten Gesprächen gern an. So wird Gottsleben Wilhelm Hoens um 1570/71 geborene Tochter Anna Maria kennengelernt haben und mit ihr am 14. September 1589 in Herborn einen Hausstand gründen. Seine Schwiegermutter Güthe Hoen ist eine geborene Behr, deren Vater Jost Behr Unterschulmeister an der Lateinschule in Dillenburg war und zusammen mit ihrem Schwiegervater Jost Hoen die Grafenkinder unterrichtete. Gottslebens damals 13-jähriger Schwager Andreas Jacob Hoen, später selbst einmal kaiserlicher Notar und Herborner Stadtschreiber, besuchte 1589 die 3. Klasse des Pädagogiums.
Anna Maria Gottslebens Großvater, den sie selbst nicht mehr gekannt hatte, ist der am Hof hoch angesehene Magister, Pädagoge und Staatsmann Jost Hoen (um 1500–1569). Er beriet in schulischen und theologischen Fragen Graf Wilhelm den Reichen und unterrichtete als gräflicher Vertrauter die Grafensöhne Prinz Wilhelm von Oranien, Johann, Ludwig, Adolf und Heinrich. Die Großmutter Margaretha Hoen, geborene Welcker aus Diez, diente als Kammerfrau der Gräfin Juliane von Nassau-Dillenburg. Anna Marias Onkel Anton Hoen ist der nassau-diezische Landschreiber, Rentmeister, Amtmann und Befehlshaber der Grafschaft Diez. Dessen Sohn Philipp Heinrich, der nach seinen Studien Nachfolger des Althusius auf der juristischen Professur in Herborn wird und als Dillenburger Kanzleidirektor über längere Zeit die Programmatik der naussauischen Politik mitprägt, ist das berühmteste Mitglied der Familie Hoen. In der „Classis prima“ des Herborner Pädagogiums war Philipp Heinrich Hoen Schüler seines eingeheirateten Vetters Gottsleben, dem er in Verbundenheit seine im Jahre 1598 zu Jena erschienene „Dissertatio de variis feudorum divisionibus“ widmete.
Von Johannes und Anna Maria Gottslebens Kindern kennen wir vier Söhne und eine Tochter:

#### Matthias Gottsleben (* um 1589/90; †??)
Der älteste Sohn ist der um 1589/90 geborene Matthias. Während sein Vater in der Residenzstadt Dillenburg die Stelle des Hofpredigers und Inspektors bekleidete, danach Pfarrer in Krombach war, besuchte Matthias von 1598/99 bis 1607 das Pädagogium zu Herborn und Siegen. In der fünften Klasse unterrichtete ihn Hans Bollig mit vierzehn Mitschülern. Zu der Zeit war der später berühmte Theologe, Pädagoge und Polyhistor Johann Heinrich Alsted (1588–1638) Schüler von Johannes Stöver (1572–1651) in der dritten Klasse des Pädagogiums. In der ersten Klasse bereitete sich Matthias bei Georg Pasor (1570–1637), der als Lexikograph und Grammatiker des Neuen Testaments bekannt wurde, auf die akademische Reifeprüfung vor. Ab 1607 studierte Matthias Theologie bei Johannes Piscator (1546–1625) an der damals wieder von Herborn nach Siegen verlagerten Hohen Schule. Über seinen späteren Lebensweg liegen uns keine Nachrichten vor.

#### Johann Bernhard Gottsleben (* um 1595; † 1. November 1635)
Johann Bernhard, der zweitälteste, erblickte um 1595 das Licht der Welt. Nach dem 1614 begonnenen Theologiestudium an der Herborner Hohen Schule wurde er in Dillenburg bereits mit jungen Jahren Rektor der Lateinschule und erhielt danach eine besser dotierte Pfarrstelle in Frohnhausen. Anschließend war er an der Schlosskapelle Hofprediger beim fast gleichaltrigen Landesherrn Graf Ludwig Heinrich und erster Pfarrer an der Stadtkirche. Nachdem ihm bereits fünf Kinder gestorben waren, sind 1635 innerhalb eines fünfwöchigen Zeitraums seine Frau Magdalena, geborene Beigarten, und seine drei ihm verbliebenen Kinder Anna Margreth, Maria Magdalena und Johann Philipp Opfer der damals wieder wütenden Pest geworden. Der so schwer Geprüfte hat sein entsetzliches Unglück nicht lange überlebt. Durch die stetige Berührung mit seiner pestkranken Familie wurde er selbst angesteckt. Am 1. November 1635 verstarb auch Johann Bernhard. Zehn Tage nach dem Tod seiner letzten Tochter wurde er bei Frau und Kindern am 2. November 1635 bestattet.

#### Andreas Jacobus Gottsleben (* um 1600; †??)
Andreas Jacobus, der dritte Sohn, wurde um 1600 geboren und wechselte nach bestandener Reifeprüfung am 7. Oktober 1620 von der ersten Klasse des Herborner Pädagogiums zur Hohen Schule. Im Jahre 1635 finden wir seinen Namen wieder in der zum Gedenken an das Schicksal seines hoch angesehenen Bruders Johann Bernhard gedruckten Leichenpredigt. Er war – wie seine bereits 1631 und 1634 im Krieg umgekommenen Vettern Erasmus und Philipp Heinrich (II.) Hoen – Soldat und diente damals als Fähnrich im niederländischen Söldnerheer („Unirten Provincien Kriegsvolck“) zu Moers. Andreas Jacobus Gottslebens Spur verliert sich nach 1635 in den Wirren des Krieges.

#### Margarete Gottsleben (* um 1602; † 28. Februar 1677)
Tochter Margarete ist das vierte uns bekannte Kind. Um 1602 geboren, heiratete sie fünfzehn Jahre nach dem Tod ihres Vaters um 1627 den wohlhabenden Herborner Bäcker und späteren Bürgermeister Jost Rücker. Von ihren Kindern kennen wir nur den um 1637 in Herborn geborenen Johann Jacob, der später Pfarrer und Inspektor in Nassau-Beilstein wird.

#### Jodocus Wilhelm Gottsleben (* um 1604; †??)
Das jüngste Kind ist der um 1604 geborene Jodocus Wilhelm. Er besuchte von 1615 an das Pädagogium zu Herborn und wechselte 1623 hinüber zur Hohen Schule. Aus seinem weiteren Leben sind uns keine Überlieferungen bekannt.

### Hofprediger in der Residenzstadt Dillenburg und Inspektor (1599–1604)
Von Graf Johann VI. zum Hofprediger und Inspektor der Kirchenklasse nach Dillenburg berufen, übergab Gottsleben im Schuljahr 1599/1600 seinem jungen Nachfolger und ehemaligen Studenten Matthias Martinius die Schülerschaft des Pädagogiums. Das Amt des Hofpredigers und Inspektors übernahm Gottsleben von seinem gleichaltrigen Allendorfer Landsmann und Professor für praktische Theologie Bernhard Textor und übte es fünf Jahre lang bis 1604 aus. Sein Nachfolger wurde der im elsässischen Straßburg geborene Prediger Johann Jacob Hermannus.

### Pfarrer in Krombach (1604–1612)
Nachdem Gottsleben im März 1604 noch den Auftrag erhielt, ein Kircheninventarium für die Dillenburger Pfarrklasse zu erstellen, wurde er kurz darauf als Pfarrer an das Kirchspiel Krombach bei Siegen versetzt. Das Pfarramt auf dem Lande hat seinen Anlagen wenig entsprochen. Mit seiner professoralen Art zu predigen erreichte er die ihm anvertraute bäuerliche Gemeinde nicht. Während einer am 10. November 1611 durchgeführten Kirchenrevision beschwerte sich die Gemeinde über ihn bei Hofe. Seine Predigten seien zu „präcipitant und scholastisch, die Katechisation ginge schlecht“. Die abschätzige Bewertung seiner Amtsführung kam für Gottsleben völlig überraschend und hatte ihn tief getroffen, „es tat ihm sehr leid, weil ihm die Gemeinde in den sieben Jahren seiner Amtsführung kein Wort darüber gesagt hätte“. In Krombach nicht anerkannt und fremd geblieben, verstarb Gottsleben kurz nach der Kirchenrevision verbittert am 20. Februar 1612.
Nach dem Tod ihres Mannes zog die Witwe Anna Maria Gottsleben mit den drei jüngsten Kindern wieder zurück in ihre Heimatstadt Herborn, wo ihr Bruder Andreas Jacob Hoen als kaiserlicher Notar und Stadtschreiber amtierte. Auch besuchten ihre Söhne Matthias und Johann Bernhard hier das Pädagogium und die Hohe Schule. Obwohl Anna Maria Gottsleben beim Tod ihres Mannes gerade 42 Jahre alt war, hat sie nicht wieder geheiratet. Leider sind uns keine persönlichen Aufzeichnungen, die Johannes Gottsleben während seiner langen Berufsjahre gewiss angefertigt haben wird, erhalten geblieben. Sein Nachlass und seine Büchersammlung, die nach Schätzung seiner Frau über 300 Gulden wert waren, verbrannten 1626 bei der großen Feuersbrunst in Herborn.
Anna Maria Gottsleben verlor durch den Brand außer ihrem Wohnhaus all ihre Leinwand, „ohne ein etwas, so sie zu Dillenberg“ hatte, ferner allen Hausrat, Zinnwerk, Kleidung „und alles, sampt ihres hern sel. buher allzumahl“. Ihr Gesamtschaden wird mit 1500 Gulden angegeben. Eine Summe, die damals etwa zwölf Jahresbesoldungen eines Professors entsprach. Die Oberförster Schilt und Nol lieferten Anna Maria im Jahre 1630 Holz zum Wiederaufbau ihres abgebrannten Hauses. Sie starb noch vor der großen Pest, der 1635 die Familie ihres Sohnes Johann Bernhard in Dillenburg zum Opfer fiel.